# Ritratto in piedi di George Washington
Il Ritratto in piedi di George Washington fu commissionato a Giuseppe Perovani dal ministro Josef de Jaudenes y Nebot, dell'ambasciata spagnola di Filadelfia che lo rivendette a Manuel Godoy, per commemorare il trattato di San Lorenzo, che sanciva l'amicizia tra Stati Uniti d'America e Spagna, così come i confini e i diritti di navigazione, che lo stesso Godoy, principe de la Paz, primo ministro di Carlo IV di Spagna, firmò nel 1795 con il ministro nordamericano Thomas Pinckney. Il quadro fu dipinto nel 1796 a Filadelfia e contiene riferimenti simbolici all'evento. Il presidente degli Stati Uniti Lyndon B. Johnson teneva nel suo studio una copia di questo quadro, regalata dal governo spagnolo a quello statunitense (fonte: ABC Madrid, 3 marzo 1967, pag. 69/12).

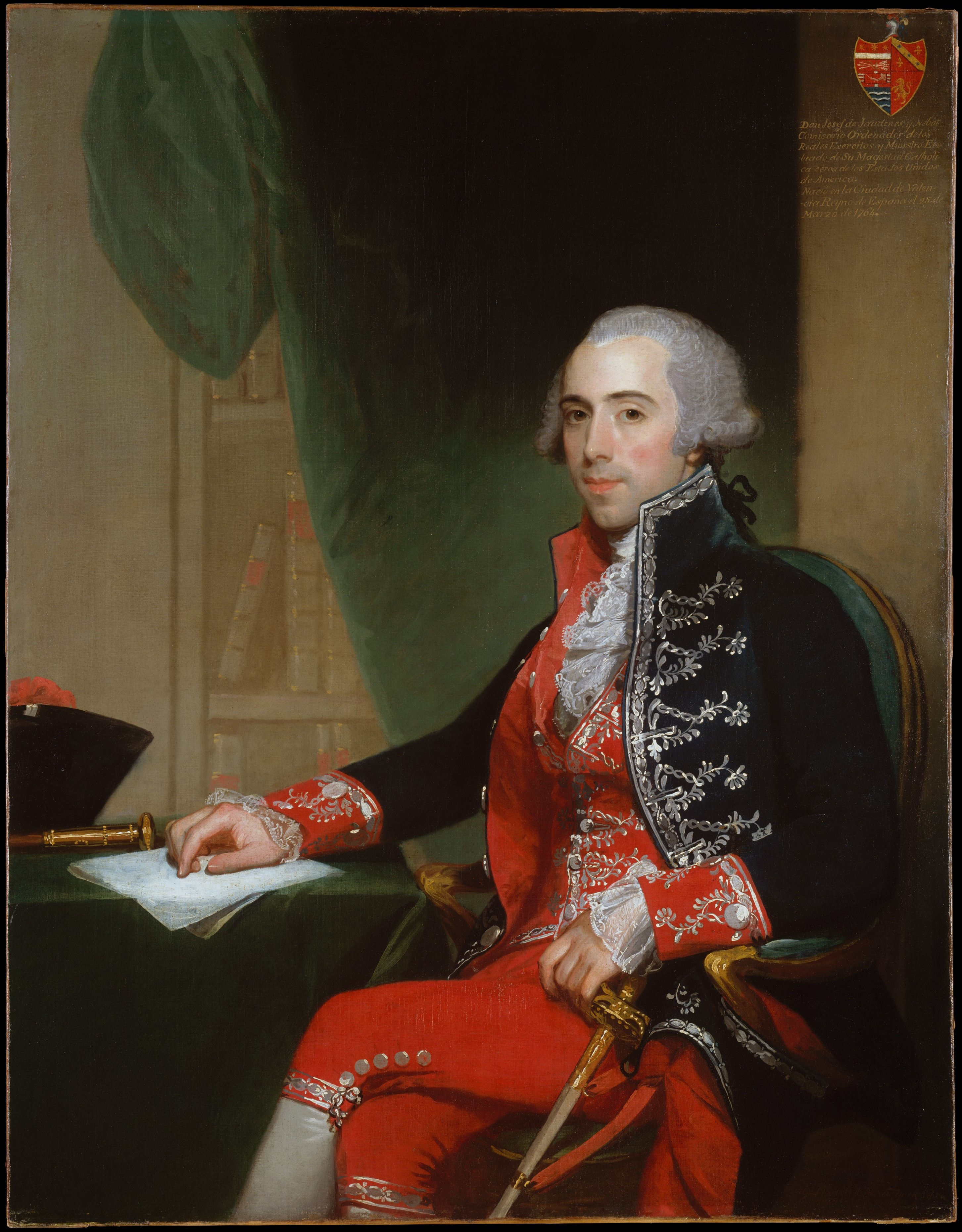
Josef de Jaudenes y Nebot (1764-1819) ritratto da Gilbert Stuart nel 1794